# Jimmy Carson
Jimmy Carson (ur. 20 lipca 1968 w Southfield w USA) – amerykański były hokeista zawodowy greckiego pochodzenia. W latach 1986–1995 występował w lidze NHL na pozycji centra. Wybrany z numerem 2 w pierwszej rundzie draftu NHL w 1986 roku przez Los Angeles Kings. Grał w drużynach: Los Angeles Kings, Edmonton Oilers, Detroit Red Wings, Vancouver Canucks oraz Hartford Whalers.
W sezonach zasadniczych NHL rozegrał łącznie 626 spotkań, w których strzelił 275 bramek oraz zaliczył 286 asyst. W klasyfikacji kanadyjskiej zdobył więc razem 561 punktów. 254 minuty spędził na ławce kar. W play-offach NHL brał udział 7-krotnie. Rozegrał w nich łącznie 55 spotkań, w których strzelił 17 bramek oraz zaliczył 15 asyst, co w klasyfikacji kanadyjskiej daje razem - 32 punkty. 22 minuty spędził na ławce kar. 

## Sukcesy i osiągnięcia
Indywidualne
- Michel Bergeron Trophy - najlepszy ofensywny pierwszoroczniak QMJHL: 1985
- Mike Bossy Trophy - najlepiej zapowiadający się profesjonalista LHJMQ: 1986

## Statystyki - sezony zasadnicze
| Sezon        | Drużyna           | Liczba meczów | Gole | Asysty | Punkty | Kary w min. |
| ------------ | ----------------- | ------------- | ---- | ------ | ------ | ----------- |
| 1986-1987    | Los Angeles Kings | 80            | 37   | 42     | 79     | 22          |
| 1987-1988    | Los Angeles Kings | 80            | 55   | 52     | 107    | 45          |
| 1988-1989    | Edmonton Oilers   | 80            | 49   | 51     | 100    | 36          |
| 1989-1990    | Edmonton Oilers   | 4             | 1    | 2      | 3      | 0           |
| 1989-1990    | Detroit Red Wings | 44            | 20   | 16     | 36     | 8           |
| 1990-1991    | Detroit Red Wings | 64            | 21   | 25     | 46     | 28          |
| 1991-1992    | Detroit Red Wings | 80            | 34   | 35     | 69     | 30          |
| 1992-1993    | Detroit Red Wings | 52            | 25   | 26     | 51     | 18          |
| 1992-1993    | Los Angeles Kings | 34            | 12   | 10     | 22     | 14          |
| 1993-1994    | Los Angeles Kings | 25            | 4    | 7      | 11     | 2           |
| 1993-1994    | Vancouver Canucks | 34            | 7    | 10     | 17     | 22          |
| 1994-1995    | Hartford Whalers  | 38            | 9    | 10     | 19     | 29          |
| Podsumowanie |                   | 626           | 275  | 286    | 561    | 254         |

## Statystyki - Playoffs
| Sezon        | Drużyna           | Liczba meczów | Gole | Asysty | Punkty | Kary w min. |
| ------------ | ----------------- | ------------- | ---- | ------ | ------ | ----------- |
| 1986-1987    | Los Angeles Kings | 5             | 1    | 2      | 3      | 6           |
| 1987-1988    | Los Angeles Kings | 5             | 5    | 3      | 8      | 4           |
| 1988-1989    | Edmonton Oilers   | 7             | 2    | 1      | 3      | 6           |
| 1990-1991    | Detroit Red Wings | 7             | 2    | 1      | 3      | 4           |
| 1991-1992    | Detroit Red Wings | 11            | 2    | 3      | 5      | 0           |
| 1992-1993    | Los Angeles Kings | 18            | 5    | 4      | 9      | 2           |
| 1993-1994    | Vancouver Canucks | 2             | 0    | 1      | 1      | 0           |
| Podsumowanie |                   | 55            | 17   | 15     | 32     | 22          |